# Strongylosoma aculeatum
Strongylosoma aculeatum är en mångfotingart som först beskrevs av Filippo Silvestri 1895.  Strongylosoma aculeatum ingår i släktet Strongylosoma och familjen orangeridubbelfotingar. Inga underarter finns listade i Catalogue of Life.